# Arcidiocesi di Sardi

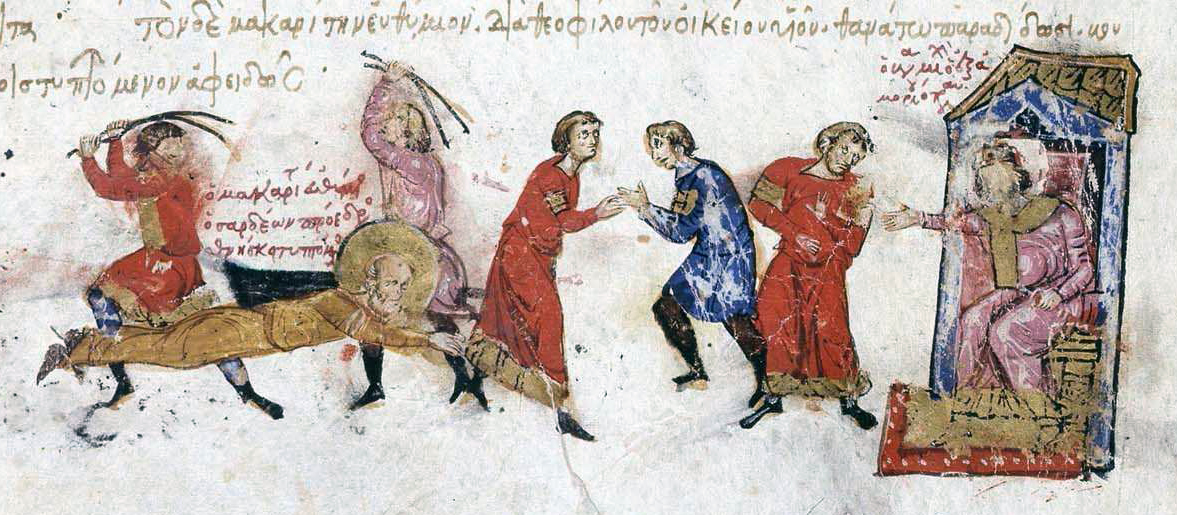
Il martirio di Eutimio di Sardi.

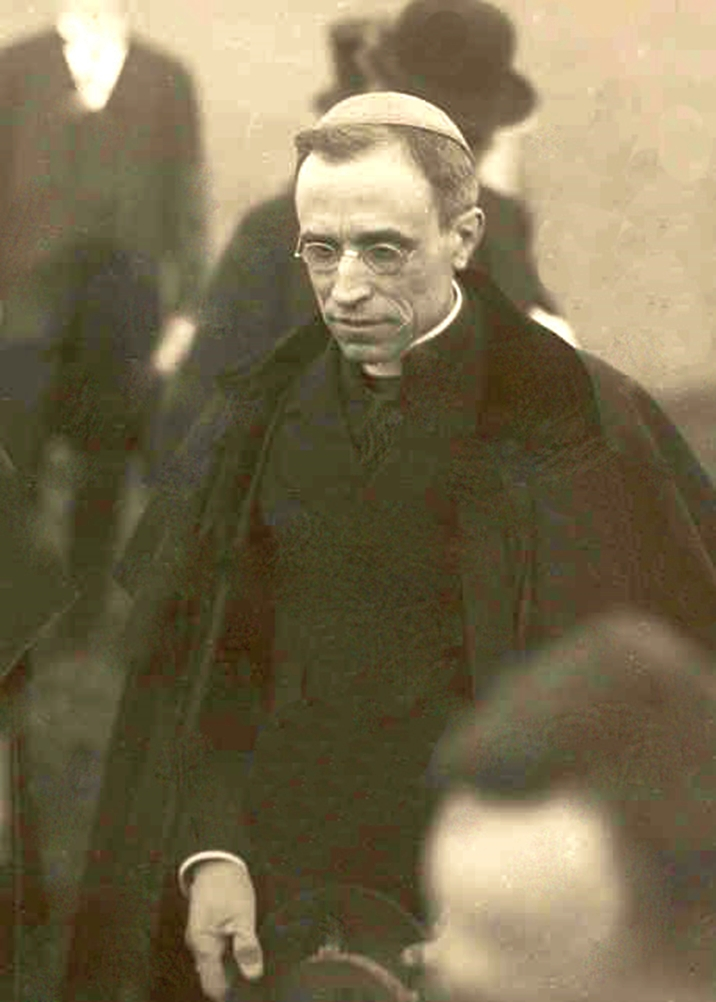
Eugenio Pacelli (futuro Pio XII) venne nominato arcivescovo titolare di Sardi da Benedetto XV.

L'arcidiocesi di Sardi è una sede soppressa del patriarcato di Costantinopoli (in greco Μητρόπολις Σάρδεις?, Mitrópolis Sardeis) e una sede titolare del medesimo patriarcato e della Chiesa cattolica (in latino Archidioecesis Sardiana).

## Storia
La comunità cristiana di Sardi risale alle origini del cristianesimo: è infatti una delle Sette Chiese dell'Asia cui è indirizzato il libro dell'Apocalisse (3,1-6). Secondo il Menologion greco, Clemente, discepolo di san Paolo nonché uno dei Settanta (Filippesi 4,3), venne nominato primo vescovo di Sardi. La tradizione attribuisce alla sede di Sardi, nella seconda metà del II secolo, san Melitone, contemporaneo di Marco Aurelio, a cui sono attribuite diverse opere di carattere apologetico. I sinassari greci ricordano due martiri di Sardi, Terapone, commemorato il 27 maggio, e Apollonio, venerato il 10 luglio.
Sembra che il vescovo locale avesse la funzione di metropolita sin dalla metà del I secolo. Di certo con la riforma amministrativa di Diocleziano sul finire del III secolo, Sardi, oltre che capitale, divenne anche sede metropolitana della provincia romana della Lidia; al primo concilio ecumenico celebrato a Nicea nel 325 prese parte il metropolita Artemidoro di Lidia con otto suoi vescovi suffraganei.
Nella prima Notitia Episcopatuum nota, attribuita allo pseudo-Epifanio e databile alla metà del VII secolo, la sede di Sardi è menzionata al 6º posto nell'ordine gerarchico delle metropolie del patriarcato di Costantinopoli, dopo Cesarea, Efeso, Eraclea, Ancira e Cizico. In questa stessa Notitia sono assegnate a Sardi 26 diocesi suffraganee. Nelle successive Notitiae del patriarcato, la sede occupa sempre il sesto posto tra le metropolie costantinopolitane e il numero delle diocesi suffraganee varia tra 21 e 27.
Tra le sue suffraganee si ricordano: Filadelfia, Tripoli, Aureliopoli, Gordo, Tralle, Sala, Silando, Meonia, Apollonide, Ircanide, Mostene, Acrasso, Apollomoshieron, Attalea, Bagi, Blaundo, Mesotimolo, Gerocesarea, Daldis, Cerasa, Stratonicea, Satala, Ermocapelia e Tiatira.
È documentata l'esistenza a Sardi di una fiorente comunità ebraica, che convisse pacificamente con quella cristiana. Il paganesimo invece sopravvisse fino al VI secolo, e fu il terreno principale in cui operarono i missionari monofisiti, tra cui Giovanni da Efeso, che portò alla costituzione di una consistente comunità cristiana-monofisita, con una propria gerarchia parallela a quella ortodossa. L'unico vescovo monofisita conosciuto è Elisseo, nella seconda metà del VI secolo, che fu imprigionato a Costantinopoli, a seguito di una maggiore persecuzione contro i monofisiti.
I metropoliti di Sardi hanno acquisito un grande prestigio durante il medio periodo bizantino e sono stati attivamente coinvolti nelle dispute ecclesiastiche dell'epoca. Il più celebre metropolita di Sardi di questo periodo è stato sant'Eutimio, strenuo difensore della venerazione delle immagini contro gli oppositori iconoclasti. Per questo motivo fu costretto all'esilio all'epoca dell'imperatore Niceforo I il Logoteta. Anche il suo successore sulla cattedra di Sardi, Giovanni, era un iconodulo e subì la medesima sorte di Eutimio. I metropoliti di Sardi furono poi coinvolti anche nello scisma, che divise il patriarcato all'epoca della lotta fra i due patriarchi Ignazio I e Fozio I.
Tra XI e XII secolo si conoscono pochi vescovi di Sardi; in questo periodo infatti la città e la regione erano stati conquistati dai Turchi selgiuchidi, dopo la battaglia di Manzicerta del 1071, e vennero liberati nel 1118 dal generale bizantino Filocale.
Nel XIII secolo la sede di Sardi era occupata dal metropolita Niceforo Crisoberge, già retore e maestro della scuola patriarcale di Santa Sofia di Costantinopoli, e da Andronico, che fu coinvolto nelle controversie che videro contrapposti, nella seconda metà del secolo, l'imperatore Michele VIII Paleologo e il patriarca Arsenio Autoreianus. Nel sinodo di Blacherne del 1285 la sede risulta essere amministrata dal metropolita Gerasimo di Corfù (πρόεδρος Σάρδεων).
Tra XIII e XIV secolo era metropolita di Sardi Cirillo, che, di fronte all'avanzata degli Ottomani nelle province dell'Asia Minore, preferì fuggire a Costantinopoli; nell'epistolario del patriarca Atanasio I (1289-1309) è più volte citato il metropolita Cirillo, accusato di accumulare una fortuna nella capitale e di essere lontano dal suo gregge.
Tra il 1310 e il 1320 la città e la regione di Sardi furono conquistate dagli Ottomani, che misero fine alla presenza bizantina. L'ultimo metropolita noto è Gregorio, documentato dal 1315 al 1341. La decadenza della città di Sardi e la progressiva diminuzione dei cristiani nel territorio portarono alla soppressione dell'arcidiocesi. Il sinodo patriarcale del 1369 decise la sua incorporazione nella metropolia di Filadelfia, ai cui prelati fu assegnato il titolo di "hypertimos ed esarca di tutta la Lidia", già appartenuto ai metropoliti di Sardi.

## Sede titolare
Con la scomparsa dell'arcidiocesi di Sardi, il patriarcato di Costantinopoli cominciò ad assegnare il titolo a prelati non residenziali. Il primo noto è il metropolita Dionigi, che prese parte al concilio di Ferrara, città dove trovò la morte il  13 aprile 1438. Sono noti altri titolari greci fino a tutto il Novecento.
Dal XVIII secolo Sardi è annoverata anche tra le sedi arcivescovili titolari della Chiesa cattolica. Il primo titolare fu il vescovo Domenico Invitti, canonico napoletano, già vescovo titolare di Grazianopoli. Tra i prelati cattolici che ebbero il titolo di Sardi si ricorda in particolare Eugenio Pacelli, nunzio apostolico in Germania e futuro papa Pio XII. L'ultimo titolare a cui venne assegnata la sede è stato Giuseppe Maria Sensi, nunzio apostolico. Il titolo non è più assegnato dal 24 maggio 1976.

## Cronotassi

### Arcivescovi greci
- Clemente †
- San Melitone † (II secolo)
- Artemidoro † (menzionato nel 325)[13]
- Ortasio † (? -  360 deposto)[13][14]
- Teosebio I † (360 - 362 deposto)[13]
- Ortasio † (362 - dopo il 366) (per la seconda volta)[13]
- Meonio † (menzionato nel 431)[13]
- Fiorenzo † (prima del 448 - dopo il 451)[13]
- Euterio (Eterio) † (circa 454 - dopo il 458)[13]
- Teosebio II (o Teofilatto I) † (V/VI secolo)[15]
- Giuliano † (menzionato nel 553)[13]
  - Elisseo † (dopo il 558 - dopo il 572) (vescovo monofisita)[13]
- Comita ? † (VII secolo)[13]
- Marino † (prima del 680 - dopo il 681)
- Stefano † (prima del 691 - dopo il 692)[16]
- Sant'Eutimio † (prima del 787 - 26 dicembre 831 deceduto)[17]
- Giovanni I † (inizi del IX secolo)[18]
- Antonio I † (IX secolo)[19]
- Pietro I † (menzionato nell'867)[20]
- Teofilatto II † (menzionato nell'879-880)
- Pietro II † (879-880 - ?)[21]
- Giovanni II † (fine IX secolo)[22]
- Pietro III † (? - 912 deposto)[23]
- Antonio II † (912 - dopo il 914)[24]
- Stiliano † (X secolo)[25]
- Leone I † (menzionato nel 945)[26]
- Leone II † (menzionato nel 997)[27]
- Giovanni III † (X secolo o X/XI secolo)[28]
- Giovanni IV † (menzionato nel 1071)[29]
- Giovanni V † (menzionato nel 1147)[29]
- Niceta ? (anonimo) † (menzionato nel 1166)[30]
- Teodoro Galeno † (menzionato nel 1191)[31]
- Niceforo Crisoberge † (menzionato nel 1213)[31]
- Alessio † (menzionato nel 1216)
- Andronico I † (circa 1250 - 1260 deposto)[32]
- Giacomo Chalazas † (1260/61 - ?)
- Andronico I † (1283 - 1284 deposto) (per la seconda volta)[32]
  - Gerasimo di Corfù † (menzionato nel 1285) (amministratore)
- Clemente ? † (XIII secolo)[33]
- Cirillo † (menzionato nel 1298)[34]
- Anonimo † (menzionato nel 1304 e nel 1310)[35]
- Gregorio † (prima del 1315 - dopo il 1341)

### Arcivescovi titolari greci
- Dionigi † (? - 13 aprile 1438 deceduto)
- Bessarione † (1438 - ?)
- Nicola † (menzionato nel 1450)
- Efraim † (menzionato nel 1677)
- Nicodemo † (menzionato dal 1749 al 1764)
- Nettario Thomaidis † (1792 - 12 giugno 1831 deceduto)
- Melezio † (menzionato nel 1836 e nel 1840)
- Michele Kleovoulus † (15 luglio 1901 - 23 febbraio 1918 deceduto)
- Germano Athanasiadis † (16 marzo 1924 - 4 marzo 1945 deceduto)
- Massimo Christopoulos † (16 giugno 1946 - 30 dicembre 1986 deceduto)

### Arcivescovi titolari latini
- Domenico Invitti † (5 settembre 1725 - ? deceduto)
- Vincenzo Coressi † (12 ottobre 1814 - 7 marzo 1835 deceduto)
- Raffaello (Francesco Saverio di Sant'Anna) Pescetto, O.C.D. † (10 aprile 1840 - 7 dicembre 1844 deceduto)
- Jean-Marie Mioland † (2 aprile 1849 - 29 settembre 1851 succeduto arcivescovo di Tolosa e Narbona)
- Pietro Gianelli † (5 aprile 1858 - 31 marzo 1875 nominato cardinale presbitero di Sant'Agnese fuori le mura)
- Filippo Manetti † (17 settembre 1875 - 28 settembre 1879 deceduto)
- Vincenzo Vannutelli † (23 gennaio 1880 - 4 giugno 1891 nominato cardinale presbitero di San Silvestro in Capite)
- Salvatore Palmieri † (14 dicembre 1891 - 16 gennaio 1893 nominato arcivescovo di Brindisi)
- Giulio Tonti † (15 luglio 1893 - 1º ottobre 1894 nominato arcivescovo di Port-au-Prince)
- Giovanni Ponzi † (18 marzo 1895 - 8 aprile 1896 deceduto)
- Benedetto Lorenzelli † (30 novembre 1896 - 14 novembre 1904 nominato arcivescovo di Lucca)
- Giuseppe Aversa † (25 maggio 1906 - 12 aprile 1917 deceduto)
- Eugenio Pacelli † (23 aprile 1917 - 16 dicembre 1929 nominato cardinale presbitero dei Santi Giovanni e Paolo, poi eletto papa con il nome di Pio XII)
- Arthur Hinsley † (9 gennaio 1930 - 1º aprile 1935 nominato arcivescovo di Westminster)
- Antonino Arata † (12 luglio 1935 - 25 agosto 1948 deceduto)
- Giovanni Urbani † (27 novembre 1948 - 14 aprile 1955 nominato arcivescovo, titolo personale, di Verona)
- Giuseppe Maria Sensi † (21 maggio 1955 - 24 maggio 1976 nominato cardinale diacono dei Santi Biagio e Carlo ai Catinari)